# Georges Choquet
Pour les articles homonymes, voir Choquet.
Georges-Eugène-Émile Choquet, né le 3 novembre 1878 à Paris et mort le 20 avril 1946 à Lourdes, est un évêque français.

## Biographie
Georges-Eugène-Emile Choquet est baptisé en l'église Saint-Nicolas-du-Chardonnet.
Il est ordonné prêtre à Paris le 4 juillet 1903. Vicaire à Saint-Jean-Baptiste de Grenelle, puis à Saint-Louis-en-en-l'Île de 1904 à 1914. En 1914, il devient missionnaire diocésain de Paris. Aumônier militaire pendant la Première Guerre mondiale, il reçoit la croix de guerre avec palme et devient chevalier de la Légion d'honneur le 16 juin 1920 après proposition du ministère de la guerre pour son rôle d’aumônier volontaire catholique de l'armée française du Rhin (JO 5 août 1920 page 11221)[réf. nécessaire], en témoignage de son dévouement sur les champs de bataille de la Marne, de Champagne, de l'Artois, de la Meuse, de l’Argonne et du Chemin des Dames. Il vint à Lourdes en 1920 offrir sa légion d'honneur à la Vierge.
En 1929, il est nommé supérieur des Missionnaires diocésains, chanoine honoraire en 1931, il devient vicaire général de Paris et archidiacre de Sceaux en 1934.

### Évêque de Langres

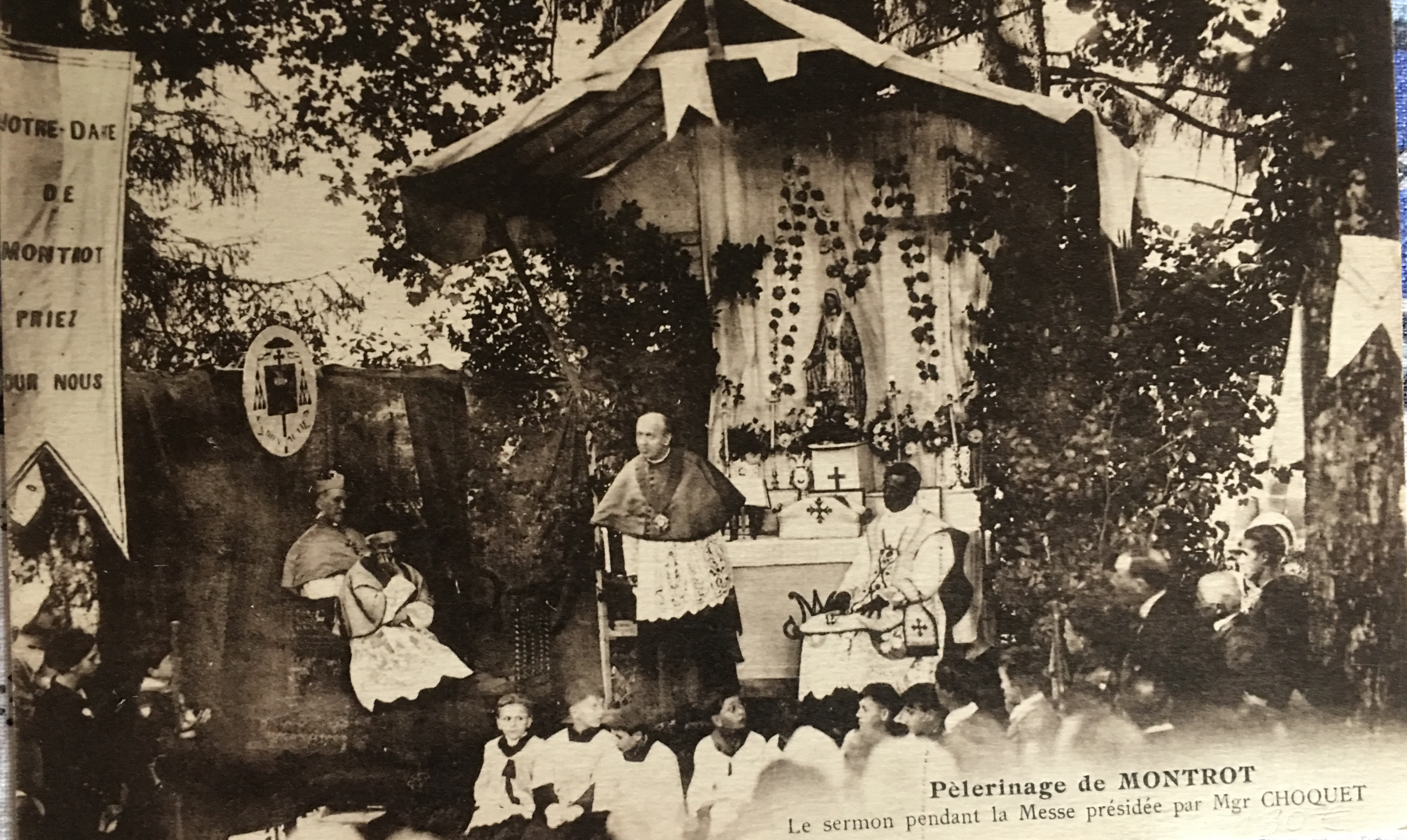
Georges Choquet participant, au siège, à une messe à Notre-Dame de Montrot (diocèse de Langres). À ses pieds un prêtre en dalmatique. Le prêtre qui préside en chasuble est assis à côté d'un chanoine debout en train de précher.

Nommé évêque de Langres en 1935, il est sacré à Notre-Dame de Paris le 25 juillet 1935.
Ses armes à Langres se trouvent sur 

### Évêque de Tarbes et de Lourdes 1938-1946 une sensibilité pour les exilés

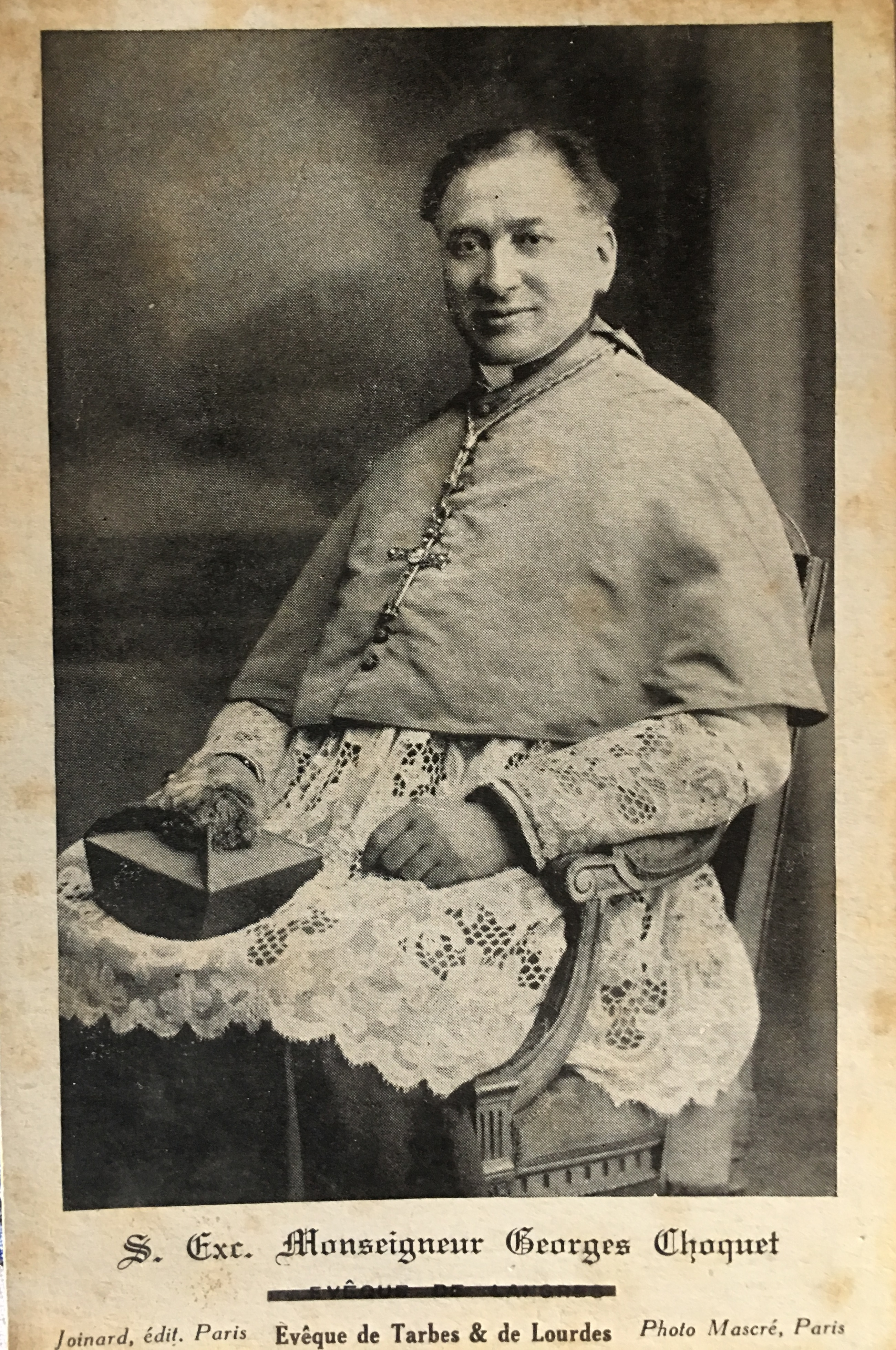
Georges Choquet ancien évêque de Langres, évêque de Tarbes et Lourdes.

Il est nommé évêque de Tarbes et de Lourdes par bref le 11 février 1938 et fait son entrée solennelle à Tarbes le 23 mars 1938.
Très vite, à cause de la mobilisation des prêtres du diocèse sur le front, Choquet a été obligé de réorganiser le service religieux, les paroisses… Il a également permis le développement de l'action catholique dans le diocèse.
Pendant la guerre, de nombreux exilés fuyant le nord de la France, les Pays-Bas, la Belgique, la Pologne… sont accueillis à Lourdes. En juillet 1939, Choquet organise pour eux, à Lourdes, une mission prêchée. Près de 40 000 personnes sont présentes. Le chalet épiscopal de Lourdes est devenu un lieu d'accueil pour les prêtres et prélats exilés, dont le primat de Pologne qui restera à Lourdes trois ans.
Il organise à Lourdes les 21, 22 et 23 juin 1940 un triduum pour la résurrection de la France et le maintien de la civilisation chrétienne dans le Monde. Dans son discours de clôture, il dira : « Lourdes, capitale de la prière, est devenue depuis quelques jours le cœur de la France blessée. On pourrait même dire que notre cité mariale est devenue le cœur de l'Europe bouleversée et meurtrie. »
À sa demande, en février 1941, un décret de Vichy attribue à l'association diocésaine de Tarbes-Lourdes, le domaine de la grotte qui avait été déclaré bien national en 1905. Et, le dimanche 20 avril 1941, en présence d'une foule de pèlerins, il accueille le maréchal Pétain, accompagné de tout le gouvernement, à la grotte de Lourdes.

### Autres innovations et améliorations effectuées pendant son épiscopat
Réorganisation de la prière publique dans la cathédrale, institution du salut de fin d'année avec une heure sainte afin de confier l'année qui vient, rétablissement de la cérémonie du lavement des pieds le jeudi saint, réorganisation de l'administration diocésaine avec construction d'un local attenant à l'évêché.
Pour les prêtres : création en 1939 du syndicat des membres du clergé des Hautes-Pyrénées, organisation de conférences ecclésiastiques et des journées de récollection afin d'entretenir leur vie intérieure et leur activité intellectuelle. Création d'une division ecclésiastique au petit séminaire de Saint-Pé-de-Bigorre, aide à l'ouverture de l'école artisanale de Bonnefont…
À Lourdes : institution de la messe du Souvenir dans la basilique supérieure en novembre à la mémoire des serviteurs de Notre-Dame-de-Lourdes décédés : évêques, chapelains, prêtres, religieux, membres d'hospitalités, employés et ouvriers des sanctuaires ; mise en place tous les jours d'un salut quotidien à la grotte à 16h30 tous les jours où il n'y a pas de pèlerinages. Création en 1940 de l'association Massabielle pour les directeurs de pèlerinages ; agrandissement de la sacristie de la grotte. Pose de la plaque de marbre rappelant la visite du légat du pape, futur Pie XII, au jubilé de la rédemption en 1935, mise en place de l'éclairage des mosaïques du rosaire et des lacets.

### Son amour pour la Sainte Vierge
Une grande dévotion le liera toujours à Marie. Il fera figurer le chiffre marial sur ses armes.
Il considérait la Vierge comme une de ses diocésaines et concluait très souvent ses lettres par « Je vous envoie l'affectueux souvenir de ma très honorée diocésaine. »
Il accueillera à Lourdes pendant la guerre le reliquaire du voile de la Vierge conservé à Chartres, ainsi que la statue de Notre-Dame de Boulogne.
Sa dernière lettre pastorale adressée au clergé et aux fidèles de son diocèse du 22 février 1946 est consacrée à « La Sainte-Vierge dans notre vie d'hommes ».
Il meurt à Lourdes le samedi saint, 20 avril 1946 à l'âge de 67 ans. Il avait dit à sa sœur, Petite Sœur de l'Assomption : « Je voudrais mourir un Samedi-Saint en chantant l'Exultet ». Un samedi jour consacré à Marie, le jour où elle vient, suivant sa promesse, chercher ses fidèles dévots pour les mener à Dieu…
Son corps est enseveli le 25 avril 1946 dans la cathédrale de Tarbes, dans la chapelle de la Vierge.

## Ses armoiries d'évêque de Tarbes et Lourdes
Le premier et quatrième quartiers : armes de Langres l'un et l'autre, sont d'azur semé de fleurs de lys d'or, au sautoir de gueules

Les deuxième  quartier : armes de Lourdes, est de gueules, à trois tours d'argent, celle du milieu plus haute, surmonté d'un oiseau posé sur les créneaux et tenant dans son bec un rameau d'olivier; à la champagne, d'azur chargée de sept montagnes d'or, au dessus de flots d'argent.

Au centre, écu sur le tout, d'or à la couronne d'épines de sable entourant trois clous de la Passion aussi de sable, au chef d'azur, chargée de 2 étoiles à 6 raies d'argent  et du chiffre de la Vierge, lui aussi d'argent entre les deux étoiles.
Le troisième quartier, qui est de Tarbes, est écartelé de gueules et d'or.
Le blason est coiffé par le pallium qui, en vertu d'une bulle apostolique du 8 décembre 1917, est accordé aux évêques de Tarbes et de Lourdes, mais pour Lourdes seulement. Le pallium est porté par deux tiges fleuries de l'églantier de la Grotte.
La devise : « À Dieu me fie. »